# 京極為子
京極為子（1251年？─1316年？，即約於建長三年出生，約於正和五年去世），又稱藤原為子、從二位為子，日本鎌倉時代中期女性和歌歌人。她是和歌流派京極派之祖京極為教的女兒，母親是三善雅衡之女，有一弟京極為兼。
她先出仕於大宮院，作為後嵯峨天皇的皇后西園寺姞子的女官，封為權中納言。及後作為永福門院（即伏見天皇的中宮西園寺鏱子）的藤大納言典侍，晉至從三位。她更曾擔任花園天皇的乳母。因此，她在後宮中頗有權勢，也常常在宮中舉行和歌會。
她在弘安八年（1285年）四月首次參加歌合（和歌歌會）。之後一直活躍，參與的歌合包括正應三年（1290年）九月十三日夜歌會、永仁五年（1297年）八月十五日夜歌會、正安元年（1299年）「春之五種歌合」、乾元二年（1303年）閏四月的「仙洞五十番歌合、為兼卿家歌合」、嘉元元年（1303年）的「當座三十番歌合」。京極派前期主催的歌合她幾乎都有參加，也為「弘安百首」、「嘉元百首」吟詠了大約二百首作品。其本人作品收錄於其子孫編撰的家集《藤大納言典侍集》（或稱《典侍為子集》），而其收入《續拾遺集》（一說是《續古今集》）以降敕撰和歌集的作品共計有126首。
她在正和三年（1314年）晉至從二位，約於正和五年（1316年）65歲時去世。